# Francesco Calcagnini

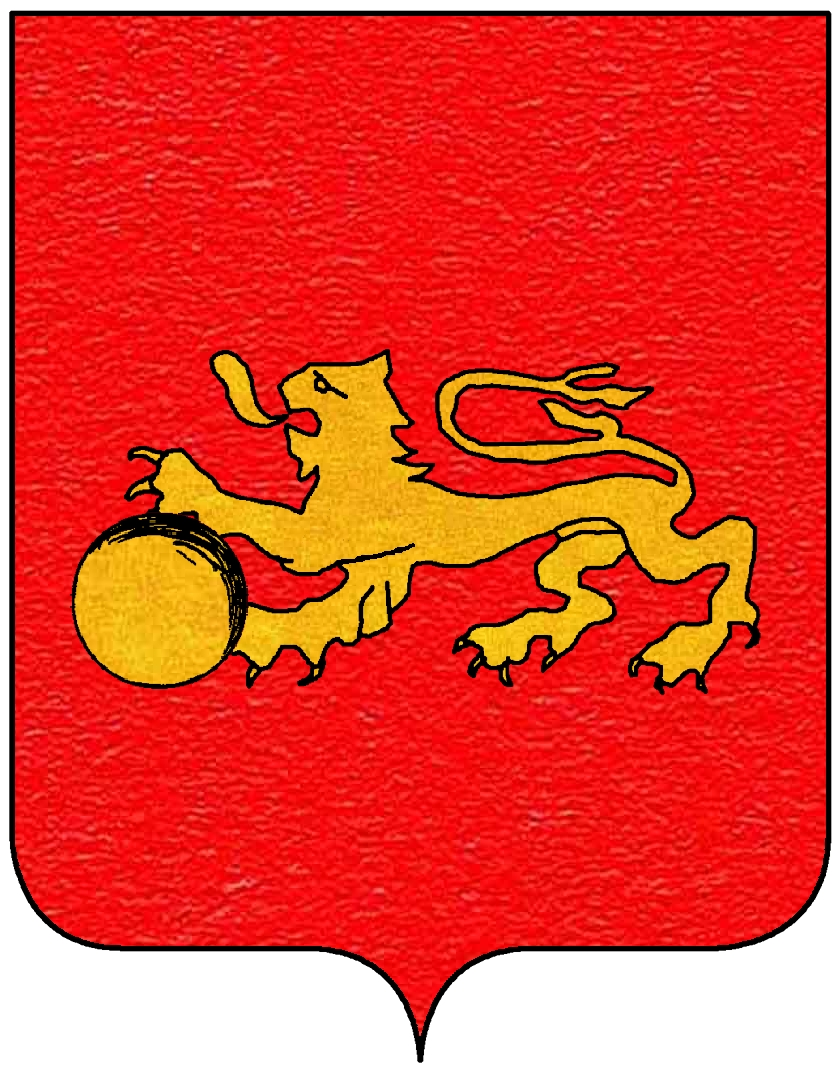
Stemma Calcagnini

Francesco Calcagnini (Rovigo, 1405 – Lendinara, giugno 1476) è stato un politico e letterato italiano.

## Biografia
Era figlio del notaio Nicola, capostipite della casata e al servizio dei Gonzaga di Mantova, e di Teresa Libonori di Ferrara.
Fu allievo di Vittorino da Feltre a Mantova e quindi di Guarino Veronese a Ferrara, presso il quale copiò gli scritti Orator e il Brutus di Cicerone. 
Seguendo le orme del padre, divenne segretario del marchese Gianfrancesco Gonzaga, che lo nominò nel 1441 vicario di Volta e lo seguì in alcune imprese militari. Sottoscrisse il 23 settembre 1444 come testimone il testamento di Gianfrancesco e dopo la sua morte, rimase alla corte mantovana del suo successore, il marchese Ludovico III Gonzaga. 
Nel 1453 circa si trasferì definitivamente a Ferrara presso il marchese Borso d'Este, che nel 1463 lo nominò capitano generale del Polesine e qui il 10 dicembre 1468  l'imperatore Federico III d'Asburgo lo fece cavaliere. 
Nel 1476 venne nominato podestà di Lendinara, dove morì nel giugno dello stesso anno.

## Discendenza
Francesco  sposò in prime nozze Maria Giglia Roverella e in seconde nozze una Giacomina di casato ignoto. Ebbe numerosissimi figli, tra i quali:
- Giacomo
- Calcagnino, protonotario apostolico e padre di Celio, umanista e scienziato
- Giammaria
- Caterina
- Galvano, religioso
- Giovanni Maria
- Teofilo (1441-1488), condottiero
- Francesco
- Federico (?-1443), ambasciatore degli Estensi
- Orazio, ambasciatore degli Estensi
- Girolamo (?-1515)

Ebbe anche numerosi figli naturali.